# Gladiolus muenzneri
Gladiolus muenzneri är en irisväxtart som beskrevs av Vaupel. Gladiolus muenzneri ingår i släktet sabelliljor, och familjen irisväxter. Inga underarter finns listade i Catalogue of Life.